# Meistersextett
Meistersextett est un sextuor vocal allemand, originaire de Berlin, actif entre 1935 et 1941. Trois de ses membres appartenaient aux Comedian Harmonists, formation du même genre, actif entre 1928 et 1935, et très populaire.

## Histoire
Les premiers membres du groupe sont : Ari Leschnikoff (1er ténor), Richard Sengeleitner (2e ténor), Fred Kassen (3e ténor), Walther Blanke (baryton), Robert Biberti (basse), et Erwin Bootz (pianiste). L'ensemble vocal est formé à Berlin en 1935 après la séparation obligatoire des Comedian Harmonists sous le nom de Meistersextett, früher Comedian Harmonists, car trois des Comedian Harmonists sont Juifs. Les Comedian Harmonists conviennent qu'un nouveau groupe devrait être formé alors que les trois Aryens restent en Allemagne et les non-Aryens s'en vont à l'étranger.
Le 21 novembre 1935, les chanteurs restés en Allemagne sont autorisés par la Chambre de la musique du Reich à se faire appeler temporairement « Meistersextett, früher Comedian Harmonists ». Les autres membres engagent des remplaçants pour les chanteurs émigrés. Cependant, les nouveaux chanteurs ne sont pas des membres égaux de l'ensemble, mais des employés. Pendant son existence, la composition de Meistersextett change fréquemment.
Les premiers enregistrements sont produits par Electrola le 20 août 1935, le premier publié est Tausendmal war ich im Traum bei Dir/Drüben in der Heimat. Le 18 octobre 1935, le groupe donne son premier concert dans la salle de concert et de bal Tivoli à Freiberg, le lendemain, ils jouent à l'hôtel Stadt Dresden à Kamenz.
En 1936, Walther Blanke et Richard Sengeleitner ne signent pas de nouveau contrat et sont remplacés par Alfred Grunert (1900–1982) et Herbert Imlau (1904–1983). Meistersextett enregistre le 28 août 1936 Ich wollt’ ich wär’ ein Huhn (EG #3723), une reprise du générique du film Laissez faire les femmes, chanson publiée en septembre 1936. Fin 1938, après des différences artistiques, notamment avec Biberti, le pianiste et directeur musical Bootz quitte le groupe et s'installe au Kabarett der Komiker à Berlin en tant que compositeur et parolier et directeur musical. Rudolf Zeller (1911-1940) devient le nouveau pianiste, Bruno Seidler-Winkler est l'arrangeur.
Le déclin du sextuor est imparable. Après une dernière tournée à travers l'Italie le 26 mai 1939, Electrola refuse de publier les chansons Bel ami et Penny-Serenade sur le terrain : « Ces enregistrements manquent de vivacité et de différenciation et d'équilibre entre les membres. » Alors que Biberti s'active de plus en plus en tant que fondateur et directeur artistique, les conflits croissent avec le seul membre fondateur restant Ari Leschnikoff et les nouveaux membres, tels que Hans von Bachmayr-Heyda pendant une courte période. Après le début de la Seconde Guerre mondiale, la situation du groupe devient de plus en plus confuse et Biberti annule finalement tous les contrats. Cette situation confuse est scellée par une interdiction de représentation par la Chambre de la musique du Reich le 24 novembre 1941 et met fin à l'existence de Meistersextett.
Les six membres des Comedian Harmonists survivent à la Seconde Guerre mondiale, mais ne se produisent plus ensemble.

## Discographie
- 1935 : Tausend Mal war ich im Traum bei dir (aus dem Ufa-Tonfilm „Amphitryon“) / Drüben in der Heimat (EG #3417, 16 septembre 1935)
- 1936 : In Mexico / Ich wollt’ ich wär’ ein Huhn (EG #3723, 28 août 1936)
- 1936 : Ich sing mein Lied heut’ nur für Dich / Drunt’ in der Lobau (EG #3768, 12 novembre 1936
- 1937 : Was nicht ist, kann noch werden / Die Juliska aus Budapest (EG #6072, 15 septembre 1937), septembre 1937
- 1938 : O, ich glaub’, ich hab’ mich verliebt / Ich hab’ für Dich 'nen Blumentopf bestellt (EG #6431, 5 mai 1938), mai 1938
- 2003 : Meistersextett, früher Comedian Harmonists (4 CD, Gesamtaufnahme sämtlicher Schellacks)